# Lorna Shore
Lorna Shore — американський дезкор-гурт із округу Воррен, штат Нью-Джерсі, заснований 2009 року.

## Учасники гурту
Теперішні учасники
- Адам Де Мікко — соло-гітара
- Ендрю О'Коннор — ритм-гітара
- Майкл Ягер — бас-гітара
- Вілл Рамос — вокал
- Остін Арчі — ударні

## Дискографія
Студійні альбоми
- Psalms (2015)
- Flesh Coffin (2017)
- Immortal (2020)
- Pain Remains (2022)
- I Feel the Everblack Festering Within Me (2025)

Міні-альбоми
- Triumph (2010)
- Bone Kingdom (2012)
- Maleficum (2013)
- …And I Return To Nothingness (2021)